# Гамар, Кристоф
Кристоф Гамар (фр. Christophe Gamard, ? — 1649, Париж) — французский инженер и архитектор.
О его жизни известно мало. С 1613 года Гамар работал масоном, мастером каменной кладки (maître maçon). В 1626 году был присяжным города (juré de la ville) Парижа, «архитектором-смотрителем» аббатства Сен-Жермен-де-Пре, а с 1639 года — архитектором короля.
У Кристофа Гамара был брат Филиппо Гамар и двое сыновей: Кристоф и Юбер. Между 1615 и 1631 годами Кристоф Гамар руководил работами по расширению нефа церкви Сен-Сюльпис в Париже, входившей в то время во владения аббатства Сен-Жермен-де-Пре. Он сменил своего тестя на посту архитектора Hôtel-Dieu и построил Комнату Розария и большой портал на улице де ла Бушри между 1626 и 1635 годами. С 1631 года (?) Гамар имел собственный дом в Париже на улице Бюси (Buci) под номером 27.

## Основные постройки
- Дома на улице Вишневого сада и улице Сены (1613—1614) и Рю де Бюси (собственный дом)

- Расширение нефа старой церкви Сен-Сюльпис добавлением боковых капелл (между 1615 и 1631 годами)

- Двойной мост через Сену, соединивший здания Оте́ль-Дьё (Hôtel-Dieu de Paris), расположенные на острове Сите, с теми, что находятся на левом берегу (1626—1631)

- Здание тюрьмы аббатства (la prison de l’Abbaye) Сен-Жермен-де-Пре (1631—1635)

- Хоспис неизлечимых (l’hospice des Incurables) в Париже (между 1633 и 1640 годами)

- Фонтан на площади перед собором Нотр-Дам (между 1636 и 1639 годами)

- фасад церкви Сен-Андре-де-Арк (1640)

- Центральный и южный порталы, своды, капители церкви аббатства Сен-Жермен-де-Пре (между 1646 и 1649 годами)

- Новые планы церкви Сен-Сюльпис (1636), строительные работы в Капелле Девы (1646—1649)[6].